# SN 2008I
SN 2008I – supernowa typu II odkryta 15 stycznia 2008 roku w galaktyce NGC 3978. W momencie odkrycia miała maksymalną jasność 19,30m.